# 5つの断章 (ショスタコーヴィチ)
5つの断章（いつつのだんしょう）作品42は、ドミートリイ・ショスタコーヴィチが作曲した小編成の管弦楽のための小品。全部で5曲からなる。

## 概要
この作品は1935年6月9日、わずか1日で書き上げられた。交響曲第4番の前年にあたり、脂の乗っていた時期のショスタコーヴィチの速筆を窺わせることができる。しかし作曲後、これらの作品に作品番号を与えていながら、どういう理由からか、生前には楽譜を出版しようとしなかった。ショスタコーヴィチの死後刊行され、作品全集の第10巻に収められた。曲の自筆楽譜はモスクワのグリンカ国立中央博物館に保管されている。
これらの小品はショスタコーヴィチの生前に1965年4月26日にレニングラード（現サンクトペテルブルク）において、イーゴリ・ブラズーコフ指揮のレニングラード・フィルハーモニー交響楽団によって初演されている。

## 編成
フルート、ピッコロ、オーボエ、コーラングレ、クラリネット、E♭小クラリネット、バス・クラリネット、ファゴット、コントラファゴット、ホルン2、トランペット、トロンボーン、チューバ、小太鼓、ハープ、弦5部

## 構成
5曲のいずれも、オーケストラのための即興曲といった趣を見せている。全曲の演奏時間は約9～10分。
- 第1曲 モデラート
- 第2曲 アンダンテ
- 第3曲 ラルゴ
- 第4曲 モデラート
- 第5曲 アレグレット